# Міська транспортна компанія «Белград»
Міська транспортна компанія «Белград» (серб. Градско саобраћајно предузеће „Београд”) — підприємство громадського транспорту у Белграді, Сербія, що оперує майже усіма міськими автобусними, трамвайними та тролейбусними лініями.
Датою заснування белградської транспортної компанії вважається 14 жовтня 1892 року, коли у місті запустили перша конку між площами Славія та Теразіє — лінія отримала назву «Белградської міської залізниці». Перший автобусний маршрут відкрився у 1925 році. Під час Другої світової війни у результаті бомбардувань транспортній системі було завдано значної шкоди, місто втратило 38 трамваїв, 36 причепів та 10 автобусів. Після закінчення війни транспортну компанію перейменували у Департамент світлофорів і виконавчий комітет міста Белграда. Транспортна мережа на той час включала чотири трамвайні лінії та три автобусних маршрути, тоді як загальна кількість задіяних машин становила 58 одиниць.
Починаючи з 1947 року у місті діяла перша тролейбусна лінія, до 1955 року кількість ліній зросла до 47. У 1956 році введено у експлуатацію перші тролейбуси вітчизняного виробництва марки «Госа». У 1961 році були закуплені 160 автобусів британської автомобілебудівної компанії «Брітіш Лейланд». У 1970 році відбулася ще одна велика закупівля, загальна кількість транспортних засобів, що використовуються, збільшилася, таким чином, до 806 одиниць.
У 1990 році рішенням міської ради створено єдину Міську транспортну компанію «Белград», публічну компанію, у відання якої віддано усе міське господарство столиці. Цей час став розквітом транспортної компанії, щодня 1130 одиниць техніки перевозили понад 2,5 млн пасажирів. Під час кризи у країні Рада Безпеки ООН наклала на Югославію жорсткі економічні санкції, у результаті яких інвестиції у галузь практично повністю припинилися і транспортне господарство занепало: в умовах різкого зростання цін на паливо та запчастини керівництву довелося значно підвищити ціни на тарифи та розпродати частину автопарку. У результаті нападу НАТО ситуація ще більше погіршилася, компанія була змушена істотно скоротити кількість маршрутів і фактично опинилася на межі банкрутства.
Проте, на початку 2000-х років ситуація почала поступово налагоджуваться, компанія уклала довгостроковий контракт на поставку автобусів фірми «Ікарбус», частина автопарку поповнилася за рахунок благодійних фондів, і незабаром за кількістю діючих маршрутів підприємству вдалося вийти на довоєнний рівень.
У даний час МТП «Белград» успішно розвивається на території усього міста, активно співпрацює з невеликими транспортними компаніями, використовуючи інтегровану тарифну систему. Пасажири купують квитки або у спеціальних кіосках, або безпосередньо у водіїв під час посадки. Відповідно до прийнятого тарифного плану місто умовно поділене на дві зони, перша зона покриває центральну густонаселену область, тоді як друга охоплює її по периметру та діє здебільшого у передмісті — ціна за поїздку підвищується у тому випадку, якщо пасажир перетинає кордон між двома зонами. Можливе придбання місячних проїзних квитків зі знижками для службовців компанії, студентів, інвалідів та пенсіонерів. На даний момент компанія здійснює рух по 145 маршрутам, з них 12 трамвайних, 8 тролейбусних та 125 автобусних. Більшість маршрутів працює з чотирьох годин ранку до півночі, є деяка кількість нічних маршрутів, але ціна на них дещо вища у порівнянні з денними. МТП також оперує шкільними автобусами та спеціалізованим транспортом для людей з обмеженими можливостями. Компанія має у парку близько тисячі одиниць техніки з середнім терміном служби у вісім років, у штаті перебувають приблизно 5,9 тисяч співробітників.